# 塞佩卢什 (瓦莱-迪坎布拉)
塞佩卢什（葡萄牙語：Cepelos）是葡萄牙阿威罗区瓦莱-迪坎布拉的一个堂区。总面积19.27平方公里，总人口1587人，人口密度82.4人/平方公里。